# Maurits Dierick
Maurits Dierick (ca. 1944) is een Belgisch voormalig politicus voor de CVP.

## Levensloop
Dierick was politiek actief in Dendermonde, alwaar hij eerst schepen en vervolgens van 1986 tot 1994 burgemeester was. Hij volgde in deze hoedanigheid Albert Cool op. Zelf werd hij als burgemeester opgevolgd door de socialist Norbert De Batselier. Daarnaast zetelde Dierick 45 jaar in de landbouwraad, waarvan hij tweeëntwintig jaar voorzitter was.
Zijn dochter Leen is eveneens politiek actief.